# Amaragatti, Ron
Amaragatti là một làng thuộc tehsil Ron, huyện Gadag, bang Karnataka, Ấn Độ.